# Gotthard
Gotthard es una banda suiza de hard rock fundada en Lugano en 1992 por Steve Lee y Leo Leoni. Sus canciones están interpretadas en inglés. El grupo recibe su nombre del Paso de San Gotardo ("Gotthardpass" en alemán). Sus últimos once álbumes han alcanzado el número uno en Suiza, convirtiendo a la banda en una de las más exitosas del país, juntas a otras como Blue CoId Ice Creams y Krokus. Con dos millones de copias vendidas, consiguieron discos de platino en diferentes partes del mundo. 
Gotthard acompañó en su gira recientemente a Whitesnake y tocaron en el Arrow Rock Festival de Países Bajos. El grupo ha realizado varias versiones de temas conocidos de otros grupos, como "Immigrant Song" de Led Zeppelin, "Hush" (popularizada por Deep Purple) y otras de Bob Dylan, The Hollies, Manfred Mann o The Move. En 2009 sacaron un disco titulado "Bonus And B-Sides", en él se incluyeron dos versiones en español, "El Traidor" (Anytime, Anywhere) y "Tu pasión" (Lift U Up), además de la versión "One life, One soul" acompañados por la cantante lírica Montserrat Caballé.
El líder y vocalista de la banda, Steve Lee, murió el 5 de octubre de 2010 en un accidente cerca de Las Vegas mientras conducía una motocicleta. Al parecer, acompañado de su mujer, el bajista de la banda y otros diez compañeros, Steve Lee cumplía su sueño de niño de cruzar Estados Unidos. Tras pararse el grupo en el arcén a ponerse los chubasqueros porque llovía, un camión perdió el control y golpeó una de las motos, que salió despedida contra el vocalista, terminando en el acto con su vida.

## Discografía

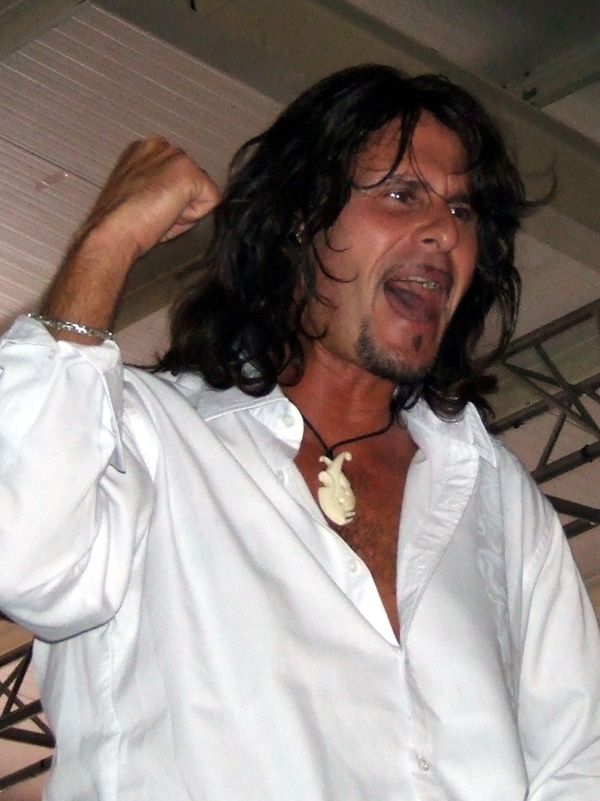
Steve Lee en el Lorca Rock Festival (Lorca, Región de Murcia, España) en 2006.

### Álbumes de estudio
- Gotthard (1992)
- Dial Hard (1994)
- G. (1996)
- Open (1999)
- Homerun (2001)
- Human Zoo (2003)
- Lipservice (2005)
- Domino Effect (2007)
- Domino Effect Ltd. Tour Edition (2007)
- Need to Believe (Sep. 2009)
- Firebirth (2012)
- Bang (2014)
- Silver (2017)
- 13 (2020)
- Stereo Crush (2025)

### Álbumes en directo
- The Hamburg Tapes (1996)
- D frosted (1997)
- Made In Switzerland (2006)
- Homegrown - Alive in Lugano (2011)

### Álbumes recopilatorios
- One Life One Soul (2002)
- One Team One Spirit (2004)
- Heaven - Best of Balladas Part 2 (2010)

## Sencillos y EP
- 1992: "All I Care For"
- 1992: "Hush"
- 1992: "Firedance"
- 1993: "Mountain Mama"
- 1994: "Travellin' Man"
- 1994: "I'm On My Way"
- 1995: "Father Is That Enough"
- 1996: "Sister Moon"
- 1996: "One Life One Soul"
- 1996: "He Ain't Heavy He's My Brother"
- 1996: "Let It Be"
- 1997: "Fight For Your Life"
- 1997: "One Life One Soul" (en directo)
- 1997: "Love Soul Matter"
- 1997: "Someday"
- 1998: "Let It Rain"
- 1999: "Merry X-Mas"
- 1999: "Blackberry Way"
- 1999: "You"
- 2000: "Heaven"
- 2000: "Homerun"
- 2003: "What I Like"
- 2003: "Janie's Not Alone"
- 2003: "Have A Little Faith"
- 2004: "Fire and Ice"
- 2004: "One Team One Spirit"
- 2005: "Lift U Up"
- 2005: "Anytime, Anywhere"
- 2005: "Nothing Left at All"
- 2005: "Round And Round"
- 2007: "The Call"
- 2007: "Come Alive"
- 2009: "Need To Believe"
- 2009: "Shangri-La"
- 2010: "Don't let me down"
- 2011: "Remember It's Me" (primera canción con el nuevo vocalista Nic Maeder)
- 2011: "The train"
- 2012: "Starlight"
- 2012: "Shine"
- 2012: "Give Me Real"
- 2013: "Yippie Aye Yay"
- 2014: "Feel What I Feel"
- 2014: "Bang!"
- 2014: "C'est La Vie"
- 2017: "Silver"
- 2018: "Defrosted 2"
- 2020: "#13"
- 2020: "Steve Lee -The Eyes Of A Tiger: In Memory Of Our Unforgotten Friend!"

## Vídeos y DVD
- 2002: More Than Live (DVD)
- 2006: Made In Switzerland (DVD+CD)
- 2008: Postal The Movie Featured Come Alive
- 2011: Homegrown - Alive in Lugano (CD+DVD)

## Miembros
- Leo Leoni[4] - guitarra
- Freddy Scherer: guitarra
- Marc Lynn: bajo
- Hena Habegger: batería
- Nic Maeder: voz

## Antiguos miembros
- †Steve Lee voz
- Igor Gianola guitarra
- Mandy Meyer guitarra